# Вестминстерский статут
Вестминстерский статут 1931 года (англ. Statute of Westminster 1931) — акт парламента Великобритании от 11 декабря 1931 года, установивший правовое положение доминионов (государств в составе Британской империи) и их взаимоотношения с Великобританией. Таким образом, была создана правовая база Британского содружества наций (в настоящее время — Содружество наций).
Этот парламентский акт ввёл в силу решения конференций Британской империи 1926 («Декларация Бальфура») и 1930 годов о полной самостоятельности доминионов во внутренних и внешних делах и об их равенстве с Великобританией. При этом Великобритания ещё сохраняла за собой фактический контроль над внешней политикой доминионов.
Подтверждая суверенитет доминионов, Вестминстерский статут указывал, что законы Великобритании не могут распространяться на доминионы без их согласия. Отменялось также положение, при котором закон доминиона считался недействительным, если он противоречил законам Великобритании.
На 1931 год статут был применён к существовавшим на тот момент доминионам: Австралийское Содружество, Канадская Конфедерация, Ирландское свободное государство, Доминион Ньюфаундленд, Южно-Африканский Союз и Новая Зеландия. Весь Статут применялся к Доминиону Канада, Ирландскому свободному государству и Южно-Африканскому Союзу без необходимости каких-либо ратификационных грамот; правительства этих стран дали своё согласие на применение закона в своих соответствующих юрисдикциях.
Ситуация для Австралии, Ньюфаунленда и Новой Зеландии существенно отличалась: для принятия ими Статута требовались соответствующие постановления их парламентов. Австралия ратифицировала статут только 9 октября 1942 года, при этом, чтобы оправдать участие в войне, действие закона было распространено на период с 3 сентября 1939 года. Новая Зеландия ратифицировала статут 25 ноября 1947 года. Ньюфаундленд статут не ратифицировал; по запросу местного правительства метрополия в 1934 году ввела прямое правление, сохранявшееся вплоть до преобразования Ньюфаундленда в провинцию Канады в 1949 году. В дальнейшем, на протяжении 1970—1980 гг., были приняты отдельные акты о каждом из бывших доминионов, признающие их суверенитет и полную независимость от британской короны.
Таким образом, хотя король Великобритании Карл III одновременно является королем Австралии, Белиза и т. д., де факто в большинстве этих стран правовые обязательства главы государства исполняются генерал-губернаторами без вмешательства монарха.
С формированием Британского содружества наций бывшие доминионы стали называться королевствами Содружества (Commonwealth realms), что отражает их полную самостоятельность при сохранении за британским монархом поста главы соответствующего государства. 
Из 54 членов Содружества только пятнадцать стран являются королевствами.